# Association internationale de fistball
L'Association internationale de Fistball, officiellement en anglais International Fistball Association (IFA) est une association sportive internationale qui fédère 60 fédérations nationales de fistball du monde entier.
La FIK est affiliée à l'Association générale des fédérations internationales de sports. Elle est également partie prenante de l'Agence mondiale antidopage.

## Associations membres
Le 30 janvier 1960, la fondation de l'IFV a eu lieu à Francfort-sur-le-Main. Les associations fondatrices étaient la Fédération allemande de gymnastique (RFA), la Fédération allemande de fistball (GDR) et l'Autriche. Dix mois plus tard, le 12 Novembre 1960, les représentants de l'Allemagne, la République démocratique allemande, l'Autriche, la Suisse, l'Italie et le Brésil se sont réunis pour le premier congrès constitutif de l'Association internationale Fistball, encore une fois à Francfort.
En 2018, la fédération regroupe une soixantaine de nations.
| Afrique | Amériques | Asie-Pacifique | Europe |
| --- | --- | --- | --- |
| - Bénin - Cameroun - République centrafricaine - Côte d'Ivoire - Kenya - Namibie - Nigeria - Sierra Leone* - Afrique du Sud - Eswatini - Togo | - Argentine - Brésil - Canada - Chili - Colombie - République dominicaine - Trinité-et-Tobago - États-Unis - Uruguay - Venezuela | Asie - Afghanistan - Bangladesh* - Chinese Taipei - Inde - Iran - Japon - Koweït - Malaisie* - Mongolie - Népal - Pakistan - Chine - Thaïlande* - Corée du Sud - Sri Lanka Océanie - Australie - Nouvelle-Zélande | \| - Albanie - Autriche - Belgique - Croatie* - Chypre - République tchèque - Danemark - Grande-Bretagne - Allemagne - Grèce - Hongrie \| - Islande - Italie - Lituanie* - Malte - Pays-Bas - Pologne - Russie - Serbie - Slovénie* - Espagne - Suède - Suisse - Ukraine \| |
| - Albanie - Autriche - Belgique - Croatie* - Chypre - République tchèque - Danemark - Grande-Bretagne - Allemagne - Grèce - Hongrie           | - Islande - Italie - Lituanie* - Malte - Pays-Bas - Pologne - Russie - Serbie - Slovénie* - Espagne - Suède - Suisse - Ukraine   | | |

* Reconnaissance en attente